# HDAC5
L'istone deacetilasi 5, noto anche come HDAC5, è un enzima che nell'uomo è codificato dal gene HDAC5.

## Funzione
Gli istoni svolgono un ruolo critico nella regolazione trascrizionale, progressione del ciclo cellulare. L'acetilazione degli istoni e la deacetilazione altera la struttura cromosomica e colpisce i fattori di accesso alla trascrizione del DNA. La proteina codificata da questo gene appartiene alla famiglia di classeII dell'istone ACUC / apha deacetilasi. Ha l'attività deacetilasi dell'istone e reprime la trascrizione quando legato ad un promotore. Sembra interagire con un complesso multiproteico della famiglia dell'HDAC3. Interagisce anche con le proteine miocitiche dell'MEF2, con conseguente repressione dei geni MEF2-dipendenti. Questo gene si pensa sia associato con il tumore al colon: sono state individuate due isoforme.
La regolazione dell'AMP-activated protein kinase del GLUT4 trasportatore del glucosio avviene attraverso la fosforilazione dell' HDAC5.
L'HDAC5 è coinvolto nei processi di consolidamento della memoria e suggerisce che lo sviluppo di più selettivi inibitori dell'istone deacetilasi (HDAC) potrebbero essere utili nel trattamento della malattia di Alzheimer